# Andy Davis
Andrew "Andy" Davis è un personaggio immaginario della serie di film Toy Story.

## InToy StoryeToy Story 2
In Toy Story e Toy Story 2, Andy è un bambino di circa 7 anni che passa il suo tempo libero a giocare con i suoi giocattoli, inventando con la sua fantasia storie che li vedono come i buoni che salvano il mondo contrapposti ai cattivi che vogliono conquistarlo. Fra tutti i giocattoli, il preferito di Andy è lo sceriffo Woody, da cui non si è mai staccato e appunto considera come un vero e proprio amico, ma ama molto anche Buzz Lightyear: nel primo capitolo della serie, appena riceve in regalo Buzz, inizia a trattarlo come il suo giocattolo preferito, facendo ingelosire Woody. Ha scritto il suo nome sotto i piedi di Woody e Buzz, e in seguito anche sotto lo stivale di Jessie e gli zoccoli di Bullseye.

## InToy Story 3
Nel terzo capitolo, Andy è ormai cresciuto e ha compiuto 17 anni, ma ha ancora un cuore di bambino ed è ancora molto affezionato ai suoi giocattoli. Non volendo eliminarli, decide dapprima di portare Woody al college e mettere gli altri giocattoli in soffitta, ma alla fine del film, leggendo il bigliettino sulla scatola scritto da Woody (pensando che lo abbia scritto sua madre), decide di prestarli a Bonnie prima di partire per il college, maturando e accantonando il suo lato materialista. In ogni caso l'affetto che prova per i suoi giocattoli, in particolare per Woody (forse il cowboy è appartenuto a suo padre, non presente in nessuno dei film) non si è mai esaurito, perciò prima di andare al college resta a casa di Bonnie per giocare un'ultima volta con i suoi "amici" d'infanzia.

## InToy Story 4
Nel quarto capitolo, Andy compare tramite dei flashback all'inizio del film.

## Doppiaggio
In tutti e quattro i film, la voce originale di Andy è quella di John Charles Morris, mentre in Italia, nel primo capitolo è stato doppiato da Lorenzo De Angelis, nel secondo da Alessio Ward da bambino, nel terzo da Matteo Leoni da adulto e da Arturo Valli da bambino e da Alessandro Carloni da bambino e Matteo Bartoli da adulto nel quarto.